# Halbert S. Greenleaf

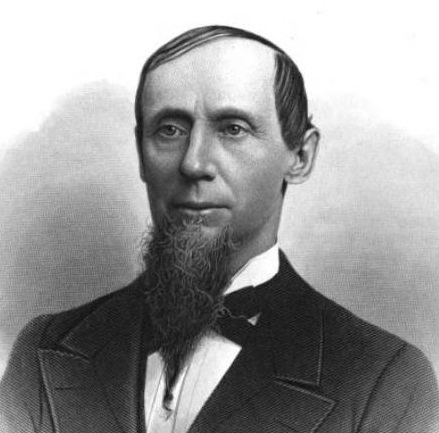
Halbert S. Greenleaf

Halbert Stevens Greenleaf (* 12. April 1827 in Guilford, Vermont; † 25. August 1906 in Greece, New York) war ein US-amerikanischer Politiker. Zwischen 1883 und 1885 sowie nochmals von 1891 bis 1893 vertrat er den Bundesstaat New York im US-Repräsentantenhaus.

## Werdegang
Halbert Greenleaf besuchte die öffentlichen Schulen seiner Heimat und erhielt danach eine akademische Ausbildung. Später zog er nach Shelburne Falls in Massachusetts, wo er Türschlösser herstellte. In diesem Zusammenhang gründete er die Firma Yale & Greenleaf Lock Co. 1856 wurde er dort auch Friedensrichter. Ein Jahr später war er Hauptmann in der Staatsmiliz von Massachusetts. Seit 1862 diente er während des Bürgerkrieges zunächst als Hauptmann und dann als Oberst im Heer der Union. Danach arbeitete er für einige Jahre in einer Saline in der Nähe von New Orleans in Louisiana. Seit 1867 lebte er in Rochester im Staat New York, wo er wieder Türschlösser herstellte.
Politisch schloss sich Greenleaf der Demokratischen Partei an. Bei den Kongresswahlen des Jahres 1882 wurde er im 30. Wahlbezirk von New York in das US-Repräsentantenhaus in Washington, D.C. gewählt, wo er am 4. März 1883 die Nachfolge des Republikaners John Van Voorhis antrat. Da er im Jahr 1884 nicht bestätigt wurde, konnte er bis zum 3. März 1885 zunächst nur eine Legislaturperiode im Kongress absolvieren. Bei den Wahlen des Jahres 1890 wurde Greenleaf erneut im 30. Distrikt seines Staates in den Kongress gewählt, wo er am 4. März 1891 den Republikaner Charles S. Baker ablöste, der 1885 sein Nachfolger geworden war. Da er im Jahr 1892 auf eine weitere Kandidatur verzichtete, konnte er bis zum 3. März 1893 wieder nur eine Amtszeit im Kongress verbringen.
Nach dem Ende seiner Zeit im US-Repräsentantenhaus nahm Halbert Greenleaf seine früheren Tätigkeiten wieder auf. Im Jahr 1896 zog er sich in den Ruhestand zurück. Er starb am 25. August 1906 in seinem Sommerhaus in Greece nahe Charlotte.